# Comesoma minimum
Comesoma minimum is een rondwormensoort uit de familie van de Comesomatidae. De wetenschappelijke naam van de soort is voor het eerst geldig gepubliceerd in 1937 door Chitwood.